# Strafing
Als Strafing wird in Videospielen eine Seitwärtsbewegung relativ zur Kamera oder einer anderen Spielfigur bezeichnet, um etwas oder jemanden konstant im Blick zu behalten, ohne auf die Bewegung nach vorn und zurück beschränkt zu sein. Meistens wird der Begriff im Zusammenhang mit Shootern gebraucht.

## Techniken

### Circle-Strafing

Die Bewegungsspur des blauen Spielers dreht sich gegen den Uhrzeigersinn um seinen roten Gegner, während beide kontinuierlich schießen. Rot, der den sich bewegenden blauen Spieler nicht im Auge behalten kann (und das Ziel nicht führen kann), verfehlt seine Schüsse (siehe Winkeldifferenz).

Beim Circle-Strafing bewegt sich der Spieler kreisförmig um einen anderen Spieler oder ein Objekt, während die Zielrichtung auf die Kreismitte gerichtet bleibt.
Circle Strafing ermöglicht es einem Spieler, kontinuierlich auf einen Gegner zu schießen, während er seinen Angriffen ausweicht. Circle Strafing ist im Nahkampf am nützlichsten, da die scheinbare Bewegung des Circle-Strafing-Spielers viel größer ist als die seines stationären Feindes und daher die Wahrscheinlichkeit höher ist, dass der Feind sein Ziel aus den Augen verliert. Um die Winkeldifferenz beim Circle Strafing auszugleichen, müsste der stationäre Spieler seine Waffe im Winkel weiter vor halten. Die Wirksamkeit des Circle Strafing wird verringert, wenn die Waffe des Gegners Projektile abfeuert, die durch die Programmierung sofort nach Abdrücken auf der gesamten Schussgeraden Schaden anrichten, also keine Flugzeit haben (auch als Hitscan-Waffe bezeichnet) oder mit hoher Geschwindigkeit feuert, z. B. mit einem Maschinengewehr.
Circle Strafing ist besonders effektiv, wenn Lags die Fähigkeit des Spielers, sein Ziel zu treffen, negativ beeinflusst. Wenn die Latenz hoch ist und das Spiel keine clientseitige Treffererkennung hat, kann dies dazu führen, dass sich zwei Spieler umkreisen und beide alle ihrer Schüsse verfehlen.
Viele Shooter erlauben es den Spielern, mit dem Visier einer Waffe zu zielen oder ein Zielfernrohr zu verwenden, wobei normalerweise die Bewegungsgeschwindigkeit und das Sichtfeld gegen eine größere Genauigkeit ausgetauscht werden. Dies kann einen Spieler anfälliger für Circle Strafing machen, da Ziele schneller durch ihr Sichtfeld gelangen, sie weniger in der Lage sind, mit einem Ziel Schritt zu halten, und ihre langsame Bewegung das Ausweichen erschwert.

#### Strafing im Nahkampf
Circle Strafing hat sich auch auf einige 3D-Action- und Adventure-Videospiele ausgeweitet, die Nahkämpfe beinhalten. Circle Strafing im Nahkampf kann mit einem Lock-On-System erleichtert werden, das den Fokus der Kamera (und des Spielercharakters) automatisch auf ein bestimmtes Ziel richtet und garantiert, dass die meisten Angriffe des Spielercharakters einen direkten Treffer auf dem Ziel landen. Es ermöglicht dem Spielercharakter, sich darauf zu konzentrieren, sich um den Feind herum zu bewegen, um seinen Angriffen auszuweichen, während er automatisch auf den Feind fokussiert bleibt. Dies kann eine entscheidende Strategie gegen Endgegner und mächtige Feinde sein und wird insbesondere in vielen The-Legend-of-Zelda-Titeln eingesetzt, beginnend mit Ocarina of Time und bei vielen Spielen wie Assassin’s Creed Origins optional möglich.

### Straferunning

Eine schematische Erklärung des Straferunning als Linearkombination

Besonders in älteren Ego-Shootern ist Straferunning (bekannt als Speed-Strafing bei Spielern von GoldenEye 007 und Perfect Dark und als Trichording bei Spielern der Descent-Serie) eine Technik, die es einem Spieler ermöglicht, schneller zu laufen oder zu fliegen durch gleichzeitiges Vorwärts- und Seitwärtsbewegen, was auch immer zwischen Links- und Rechtsbewegung wechseln kann, um insgesamt trotzdem geradeaus zu laufen. Das Spiel kombiniert diese Aktionen und der Spieler erreicht ungefähr das 1,4-fache (Quadratwurzel aus 2) der Geschwindigkeit, mit der er sich in eine Richtung bewegen würde. Die vom Spiel verwendete Methode kann mithilfe der Vektoraddition demonstriert werden. Pathways into Darkness war eines der ersten Spiele, das Straferunning ermöglichte.
Die Spiele, in denen Straferunning eingesetzt werden kann, behandeln die Vorwärtsbewegung unabhängig von der Seitwärtsbewegung (Strafing). Wenn das Spiel dann für jede Aktualisierung des Standorts des Spielers diesen um eine Einheit vorwärts und eine seitwärts bewegt, ist die zurückgelegte Gesamtdistanz 1,414213562….
Daher führt bei Spielen mit einem solchen Verhalten eine seitliche Bewegung bei gleichzeitiger Vorwärtsbewegung zu einer insgesamt höheren Geschwindigkeit als eine einfache Vorwärtsbewegung, wobei sich der Spieler in einer Richtung diagonal zur Blickrichtung bewegt. Dieser Effekt wird verstärkt, wenn sie sich entlang dreier Achsen (beispielsweise vorwärts, links und oben) bewegen (entspricht der Quadratwurzel aus 3, ca. 1,73).
Diese Technik ist nicht in allen Spielen möglich; Die meisten und insbesondere moderne Spiele beschränken die Geschwindigkeit und Beschleunigung des Spielers auf ein einheitliches Maximum, wenn er sich in eine beliebige Richtung bewegt.

### Strafe-Jumping
Strafe-Jumping ist eine Technik, die verwendet wird, um die Bewegungsgeschwindigkeit eines Spielers in Computerspielen zu erhöhen, die auf der Quake-Engine und ihren Nachfolgern basieren, von denen die meisten in Ego-Shootern verwendet werden.

#### Geschichte
Strafe-Jumping war das Ergebnis eines Fehlers in der Codebasis des Ego-Shooter-Videospiels Quake von 1996. In den Fortsetzungen von Quake wurde beschlossen, es intakt zu halten, da es zu einer Standardtechnik geworden war, die von Spielern verwendet wurde. Der Exploit beruht auf einem Versehen bei der Berechnung von Beschleunigung und Höchstgeschwindigkeit: Beim Drücken einer Bewegungstaste fügt das Spiel der aktuellen Geschwindigkeit des Spielers einen Beschleunigungsvektor in diese Richtung hinzu. Wenn der Spieler einen maximalen Geschwindigkeitswert erreicht hat, wird eine weitere Beschleunigung verhindert. Die Bewegungsgeschwindigkeitsbegrenzung wird jedoch nur in Bezug auf die Richtung des Beschleunigungsvektors und nicht auf die Richtung der Gesamtgeschwindigkeit angewendet, was bedeutet, dass der Spieler durch eine präzise Manipulation des Winkels zwischen der Gesamtgeschwindigkeit und diesem Beschleunigungsvektor die beabsichtigte Geschwindigkeitsbegrenzung durchbrechen kann.

#### Methode
Strafe-Jumping erfordert eine präzise Kombination von Maus- und Tastatureingaben. Die genaue Technik hängt vom jeweiligen Spiel ab. In einigen Spielen gibt es ganze Karten, die diesem Thema gewidmet sind, ähnlich wie Hindernisparcours.
Die Steuerung ist in der Regel wie folgt:
1. Der Spieler hält die Vorwärtstaste gedrückt und beschleunigt auf die maximale Gehgeschwindigkeit.
2. Der Spieler springt und beginnt gleichzeitig, zusätzlich zur Vorwärtsbewegungstaste entweder die Strafe-Links- oder die Strafe-Rechts-Taste zu halten.
3. In der Luft bewegt der Spieler die Maus langsam in die Richtung, in die er sich bewegt. Dies dreht den Charakter und lenkt die Beschleunigung in einen Winkel, der es dem Spieler ermöglicht, die Geschwindigkeitsbegrenzung zu durchbrechen.
4. Um einen Geschwindigkeitsverlust durch Bodenreibung zu vermeiden, springt der Spieler bei der Landung sofort wieder ab.
5. Strafe-Jumping auf diese Weise wird die Flugbahn des Spielers langsam krümmen, sodass der Spieler zum Ausgleich die Richtung des Strafings und der Mausbewegung auf die entgegengesetzte Seite wechseln kann.

Richtig und kontinuierlich durchgeführt, wird dies die Geschwindigkeit des Spielers allmählich erhöhen. Das Beherrschen dieser Technik erfordert viel Übung. Anhaltendes Strafe-Jumping ist hauptsächlich eine Frage des unterbewussten Handelns, da sowohl die erforderliche Reichweite als auch die nötige Präzision der Mausbewegungen zunehmen, wenn der Spieler Geschwindigkeit aufbaut.
In Quake III Arena und einigen Spielen, die auf seiner Engine basieren, wie Call of Duty und Wolfenstein: Enemy Territory, kann eine leichte Erhöhung der Sprunghöhe erreicht werden, indem das Spiel mit bestimmten Framerates gespielt wird.

#### Circle-Jump
Der Circle-Jump ist eine Aktion, die der Spieler zu Beginn des Strafe-Jumpings ausführt und einen anfänglichen Geschwindigkeitsschub gibt. Es verwendet die gleiche Mechanik wie das Strafe-Jumping, aber auf dem Boden vor dem ersten Sprung und erfordert eine schnellere Mausbewegung.
Die Kontrollen sind wie folgt:
1. Der Spieler steht mit dem Blickfeld 90–135 Grad von der Richtung weg, in die er sich schließlich bewegen möchte.
2. Der Spieler beginnt, sowohl die Vorwärtsbewegungstaste als auch die Strafe-Taste in die gewünschte Richtung zu halten, und bewegt auch die Maus in die gleiche Richtung. Dies dreht und beschleunigt den Spieler schnell.
3. Wenn der Spieler in die gewünschte Bewegungsrichtung blickt, springt er/sie, um die gewonnene Geschwindigkeit beizubehalten.
4. Der Spieler kann nun mit dem Strafe-Jumping beginnen und weiter beschleunigen.

#### Bunny-Hopping
Bunny Hopping ist ein weit verbreiteter Begriff für verschiedene Bewegungsarten in Spielen. Ein Spieler, der einfach auf und ab springt, um schwerer zu treffen, wird manchmal als Bunny Hopper bezeichnet, was gleichzeitig die Methode ist, um beim Strafe-Jumping in der Luft zu bleiben. Das Springen auf abschüssigen Oberflächen, um an Geschwindigkeit zu gewinnen, wird in Spielen wie The Elder Scrolls Online ebenfalls so bezeichnet. Einige Spiele verfügen über technischere Exploits, die als Bunny Hopping bekannt sind und es dem Spieler ermöglichen, sich schneller als normal zu bewegen. In Spielen, die die Quake- oder GoldSrc-Game-Engines verwenden, ist Bunny Hopping eine Technik, die mit Strafe-Jumping verwandt ist und es einem Spieler ermöglicht, über die Geschwindigkeitsbegrenzung hinaus zu beschleunigen und die Richtung schnell in der Luft zu ändern.
Die Art von fortgeschrittenem Bunny Hopping, die Strafing-Steuerung verwendet, gibt es unter anderem in Quake, der Quake III Arena-Mod Challenge ProMode Arena und ihren Ablegern wie Warsow und Xonotic; Half-Life (Version 1.1.0.8, veröffentlicht im Jahr 2001, führte eine Geschwindigkeitsbegrenzung ein, die die Effektivität von Bunny Hopping einschränkt) und viele seiner Mods und Geschwisterspiele wie Team Fortress Classic, Team Fortress 2, Dystopia und die Counter-Strike-Serie.